# 包氏笋螺
包氏笋螺（学名：Terebra boucheti），是新腹足目笋螺科笋螺属的一种。主要分布于台湾，常栖息在浅海砂底。